# 中園理沙
中園 理沙（なかぞの りさ、Lisa Nakazono、1984年2月15日 - ）は、日本のピアニスト。神奈川県出身。ソニーミュージックに登録されているアーティスト。

## 経歴
- 4歳よりピアノを始める[1][2]。
- 幼少の頃からピアノ、ソルフェージュ教育を受け、中学、高校時代は私立の中・高一貫校(女子校)で育ち、ピアニストを志してピアノに専念する生活を送る。
- 桐朋学園大学音楽学部に入学。
- 第1回エレーナ・リヒテル国際ピアノコンクール（TIAA 東京国際芸術協会主催）第1位[3][1][2]、第23回かながわ音楽コンクールシニアピアノ部門第2位など、数々のコンクールで入賞を果たす[2]。
- 2005年には、海外マスタークラス派遣オーディションに最高得点で合格。特待生として、ロシア国立モスクワ音楽院に派遣される[1]。
- 2008年、桐朋学園大学音楽学部在学中のコンクール優勝をきっかけに、ヤマハ(株)から声がかかり『リサのきらめきクラシックス♪』シリーズで演奏活動を開始した。
- その後、音楽誌『月刊ピアノ』に1日密着取材を受けて一面に取り上げられた事から、レコード会社のプロデューサー(Aniplex/Sony music)の目に留まる[2]。プロデューサーが中園本人のコンサートを聴きに行き、そこで正式にスカウトされてCDデビューが決定した。
- 2009年3月16日に桐朋学園大学音楽学部卒業、3月18日にアルバム『Chopin de GHIBLI』(ソニーミュージック)で、CDデビュー[2]。以降、一年間に全国各地から100公演を超えるコンサートオファーがあり、精力的にこなしている。また、テレビ、ラジオ、音楽誌等のメディアからのオファーも多く、多数出演。
- CDデビュー時、レコード会社と本人の意向により、名前・理沙の欧文表記を“LISA”としてソニーミュージックアーティストに登録。(以前はRISA表記)
- 2009年のフレッシュ・アーティスツfromヨコスカリサイタルシリーズに選抜され、出演した際には、「豊かな表現力で注目を集める若き才媛」と高い評価を得た。
- 2010年1月、2ndアルバムとなる『ショパンde星に願いを』をリリース。TV東京系アニメ『世紀末オカルト学院』の劇中クラシック曲の演奏に抜擢。また、「極上のピアノ」誌で、連載エッセイも担当し、YAMAHA ディスクラビアの自動演奏も13曲収録を担当した。
- 2012年8月には、ファンからの強い要望により、中園理沙オフィシャルファンクラブ『Adagio』が発足。
- 2013年6月9日、ポーランド共和国ワルシャワ郊外のショパン祭に招待されコンサートを行う[注 1][1][4]。その模様がポーランド国内テレビ（TV Mazowsze）で放映される等[5]、海外にも活躍の幅を広げている[6]。

- 2014年7月、オーストリア・ウィーンのベートーヴェンホテルにてリサイタルを行う。
- 2015年、在日チェコ商工会議所の文化担当に任命され、国際文化交流に尽力する。
- 2017年8月、チェコ共和国・プラハにてピアノリサイタルを行う。[6]
- 2018年5月、中国・北京にてピアノリサイタルを行い、マスタークラスの講師を務める。[6]
- 2019年8月、台湾にて卓越盃國際音樂公開赛コンクールの審査員を務める。[6]。
- 2020年4月、第1子男児を出産。[7]。
- 2021年7月、第2子男児を出産。[7]。

## 人物
- 幼少期からピアノと同時に英語を習っていた事もあり、英語が堪能。小学生の時から英語のスピーチコンテストの代表に選抜され出場していた。
- 性格は、明るく前向きで行動力があるが、おっちょこちょい。
- マネージャーらからは天然と称されるが、頑固で決して信念を曲げない一面もあるとのこと。
- 本人は、本能で突き進んでいってしまうタイプと言っている[8]。
- 卒業と同時に華やかなCDデビューを飾ったが、レコーディングと大学の卒業試験の時期が重なり、CD収録曲の14曲、そして卒業試験の大曲を2曲同時に練習しなければいけなかった。この時期は食事・睡眠・大学に行く時間以外は、ひたすら練習していた[8]。
- 学生時代は恩師から、とにかくピアノが大好きで練習量が半端ではなく、1日12時間も練習しちゃう子と言われていた[9]。
- コンサートで着用するドレスは、演奏するプログラム、会場のリサーチによって決めるが、前日にインスピレーションを得て選ぶ時もあると言う。

その衣裳センスを買われて、音楽誌から音楽家のドレス選びのポイントについて、インタビューを受けることも多い。
- 休日には趣味でコレクションしている着物を着て出掛けることも多い[11]。
- 絵画好きでもあり、家には多くの絵画を飾っているが、中でも伊能洋の絵画がお気に入りである。
- 湘南の海、鎌倉をこよなく愛する。
- 尊敬する人は、バレリーナの吉田都[12]。

## ディスコグラフィ
- Chopin de GHIBLI （2009年3月18日）
- Chopin de 星に願いを （2010年1月27日）

### 収録CD
- GHIBLI the Best II 『ジブリ・ザ・ベスト II』 （2009年8月26日）

### 担当劇中曲収録 DVD/Blu-ray
世紀末オカルト学院・完全生産限定盤 Vol.1（2010年9月22日）
ベートーヴェン：ソナタ第21番 ワルトシュタイン
世紀末オカルト学院・完全生産限定盤 Vol.2（2010年10月27日）
リスト：ラ・カンパネラ

## ラジオ出演
- 2010年3月28日 J-WAVE

「MITSUBISHI JISHO CLASSY CAFE」
中園理沙、村治佳織との対談
- 2010年2月2日 FMたちかわ

「立川 アクロス・ザ・モーニング」
- 2010年1月24日 FMサルース

「サルース・ファミリー・テーブル」
- 2010年1月16日 コミュニティFM「FM多摩放送」

「多摩ふれあい交差点」電話インタビュー
再放送：1月18日
- 2009年9月10日 NACK5

「Fresh Up 9」
- 2009年9月3日 FMヨコハマ

FM yokohama 84.7 「THE BREEZE」生放送 ゲスト出演
- 2009年8月24日、25日 FMヨコハマ

FM yokohama 84.7 「tre-sen」
エンディングテーマとして「人生のメリーゴーランド」
中園理沙のコメントが放送
- 2009年6月6日 Date fm（エフエム仙台）

Date fm「SHAKE BEATS」
- 2009年6月6日、7日 FMラジオ（東北5県ネット）
- ミュージックエンタテインメント「週刊MUSIC PUNCH!」

FM岩手 6月6日
FM秋田 6月6日
Radio Berry FM栃木 6月6日
FM山形 6月7日
FM青森 6月7日
- 2009年4月7日 コミュニティFM「FMたちかわ」「立川 アクロス・ザ・モーニング」
- 2009年3月25日 アニプレックスWebラジオ （インターネット・ラジオ）

「ANI-COM RADIO 〜フジワラでいいカナ〜」第15回
藤原啓治、阿澄佳奈と中園理沙の楽しいトーク
- 2009年3月24日 ニッポン放送インターネットラジオ

「Suono Dolce〜TOKYO AFTER6」
- 2009年3月17日 コミュニティFM「レインボータウンFM」

「大江戸ワイド スーパーイブニング」
- 2009年3月1日 コミュニティFM「FMサルース」

「サルース・ファミリー・テーブル」
- 2013年6月18日 FM八女
- 2013年6月25日 FM八女

## TV出演
- 2009年9月14日（月）：tvk（テレビ神奈川）

「NEWSハーバー」（生放送）
- 2009年3月25日 (水)：tvk (テレビ神奈川)

tvk 「ハマランチョ」
- 2009年3月初旬 -

東京MXテレビ、tvk (テレビ神奈川)
15秒、30秒の ショパンdeジブリ SPOT放映
- 2010年1月下旬 -

東京MXテレビ、tvk (テレビ神奈川)
15秒、30秒の ショパンde星に願いを SPOT放映
- 2010年8月 愛知・知多半島ケーブルテレビ

## TV演奏担当
- 「世紀末オカルト学院」 テレビ東京 (2010年)

ベートーヴェン：ソナタ第21番 ワルトシュタイン（演奏 中園理沙）
リスト：ラ・カンパネラ（演奏 中園理沙）

## 雑誌連載エッセイ
極上のピアノ 「中園理沙のコンサート全国旅日記〜ピアノがくれた出逢いたち〜」 (2010 - 2011年)

## ソロコンサート全国ツアー
- 2009年前期コンサートツアー リサのきらめきクラシックス withショパンdeジブリ
- 2009年後期コンサートツアー ピアノで行こう！世界の国々♪
- 2010年コンサートツアー ショパン生誕200年記念コンサート 「Fantastic Chopin2010」
- 2011年コンサートツアー リスト生誕200年記念コンサート 「 華麗なるピアノ！憧れの名曲コンサート」
- 2012年コンサートツアー ドビュッシー生誕150年記念コンサート 「パリの音楽会へようこそ！」
- 2013年中園ヴェングォフスカ理沙コンサートツアー リサのきらめきクラシックス＆ショパンdeシリーズ

## 他アーティストと共演したコンサートツアー
- Bravo Piano 2011 東京、札幌、愛知、大阪、福岡 全国ツアーに参加。(主催 J-WAVE、協賛 ハウス食品)川嶋あい、木下航志、佐山雅弘、寺久保エレナと共に参加。

## 師事歴
- 川染雅嗣
- 下田幸二
- 朴久玲
- 石原真(ソルフェージュ)